# 米特爾比爾格拉本河
49°3′29.15″N 10°57′42.11″E / 49.0580972°N 10.9616972°E
米特爾比爾格拉本河（德語：Mittelbühlgraben），是德國的河流，位於該國東南部，由巴伐利亞負責管轄，屬於施瓦本雷扎特河的支流，河道全長4.2公里，流域面積6.1平方公里。